# Giovanni Paolo Lomazzo
Giovanni Paolo Lomazzo (Gian Paolo Lomazzo, ur. 26 kwietnia 1538 w Mediolanie, zm. 13 lutego 1600 tamże) – włoski malarz, rytownik i pisarz.
Jego rodzina pochodziła z Lomazzo. Reprezentował manieryzm. Jest autorem malowideł w kościele San Marco w Mediolanie. W 1571 roku stracił wzrok w wypadku.
W 1560 roku napisał manuskrypt Libro dei sogni (pol. Marzenia i dysputy). Dzieło to nie zostało opublikowane. W 1584 roku opublikował Trattato dell’arte della pittura (pol. Traktat o sztuce malowania). Siedmiotomowe dzieło było w XVI wieku najobszerniejszym traktatem poświęconym sztuce. W 1590 lub 1591 wydał Idea del tempio della pittura.
W swojej twórczości pochlebnie wyrażał się o Leonardzie da Vinci i jego uczniach. Osobiście znał Francesca Melziego, ucznia Leonarda da Vinci, następnie wykonawcę jego testamentu. Dzięki Lomazzie zachowały się informacje o rękopisach, które zaginęły na przestrzeni lat. Jako pierwszy otwarcie mówił, że Leonardo było osobą homoseksualną. Zebrane przez niego informacje nie były wolne od błędów (np. błędnie podaje, że Mona Lisa i Gioconda stanowią dwa różne dzieła).
Sprzeciwiał się renesansowemu pojmowaniu malarstwa jako nauki.